# Novoivanivske, Vilneansk
Novoivanivske (în ucraineană Новоіванівське) este un sat în comuna Drujeliubivka din raionul Vilneansk, regiunea Zaporijjea, Ucraina.

## Demografie
Componența lingvistică a localității Novoivanivske
     Ucraineană (93,26%)
     Rusă (6,74%)
Conform recensământului din 2001, majoritatea populației localității Novoivanivske era vorbitoare de ucraineană (93,26%), existând în minoritate și vorbitori de rusă (6,74%).